# كلة نو
كلة نو هي قرية في مقاطعة هشترود، إيران. عدد سكان هذه القرية هو 162 في سنة 2006.